# Букачи (Одесская область)
Букачи (укр. Букачі, до 2016 г. — Ленина) — село, относится к Ивановскому району Одесской области Украины.
Население по переписи 2001 года составляло 78 человек. Почтовый индекс — 67244. Телефонный код — 4854. Занимает площадь 0,347 км². Код КОАТУУ — 5121883203.

## Местный совет
67243, Одесская обл., Ивановский р-н, с. Павлинка, ул. Первомайская, 16